# مسجد ریگ
مسجد ریگ مربوط به سدهٔ ۸ ه.ق است و در یزد، ضلع جنوبی خیابان قیام ، محله مصلی واقع گردیده است و این اثر در تاریخ ۲۵ اسفند ۱۳۷۵ با شمارهٔ ثبت ۱۸۴۸ به‌عنوان یکی از آثار ملی ایران به ثبت رسیده است. مسجد مذكوردرسده‌ هشتم هجری توسط معین الدین اشرف احداث گردید.
دلیل نامگذاری این مسجد این است که مسجد تا سالیان سال در زیر شن مدفون بود و در حوالی سال 1370 این مسجد از زیر شن کشف شد